# Małopolska Liga Akademicka
Małopolska Liga Akademicka (MLA) – liga sportowa, działająca na podstawie Regulaminu opracowywanego przez Komisję Sportową Zarządu Akademickiego Związku Sportowego Kraków, oraz przepisy poszczególnych Związków Sportowych.

## Organizacja
Organizatorem MLA jest Akademicki Związek Sportowy Kraków i w przypadku większości dyscyplin jest jedyną formą sprawdzania się studentów, uprawiających sport w Klubach Uczelnianych AZS.

## Udział AWF w Lidze
Wart odnotowania jest fakt włączenia się do rywalizacji MLA zespołu Akademii Wychowania Fizycznego, który do tej pory w niej nie uczestniczył. Z inicjatywy AWF w sezonie 2003/2004 do rozgrywek Małopolskiej Ligi Akademickiej zostały włączone dwie nowe dyscypliny: siatkówka plażowa i wspinaczka skałkowa. Od sezonu 2008/2009 zawody przeprowadzane będą także w kolarstwie górskim.

## Alternatywne Imprezy Środowiskowe
Równolegle z rozgrywkami Małopolskiej Ligi Akademickiej AZS Kraków organizuje wiele imprez o zasięgu środowiskowym, które nie wchodzą bezpośrednio do punktacji Ligi. W roku 2002 z inicjatywy działaczy Klubu Uczelnianego AZS Politechniki Krakowskiej odbył się cykl zawodów sportowych o nazwie Sportowa Majówka z AZS. Ponadto organizowane są Krajowe i Wojewódzkie Turnieje Badmintona oraz środowiskowe zawody Żeglarstwa Regatowego.